# Chennai Express
Chennai Express ist eine romantische Actionkomödie aus Indien mit Shah Rukh Khan und Deepika Padukone in den Hauptrollen, die zweite Zusammenarbeit der Schauspieler nach Om Shanti Om aus dem Jahr 2007. Regie führte der indische Erfolgsregisseur Rohit Shetty, produziert wurde der Film von Red Chillies Entertainment und UTV Motion Pictures. Mit einem weltweiten Einspielergebnis von 4,2 Mrd. Rupien (67,5 Mio. USD) löste er 3 Idiots als erfolgreichste Bollywoodproduktion ab.
Die Filmpremiere fand anlässlich des islamischen Eid-ul-Fitr-Festes am 9. August 2013 statt. Eine Woche später wurden auch in Deutschland, Österreich und in der Schweiz über 80 Kopien des Films als Einzelvorstellungen vom 15. August bis 28. August 2013 als OmU-Fassung gezeigt.

## Handlung
Der vierzigjährige Rahul ist seit seinem 8. Lebensjahr Vollwaise, lebt aber immer noch bei seinen Großeltern und hilft in deren Süßwarenladen aus. Erst als sein Großvater stirbt und er dessen Asche als Erfüllung seines letzten Willens nach Rameshwaram bringen soll, muss er erstmals Mumbai verlassen. Um seiner Großmutter den Antritt dieser Reise vorzuspielen, nimmt er den Expresszug nach Chennai, doch eigentlich will er bei der nächsten Haltestelle wieder aussteigen, um anschließend seine Freunde auf die Vergnügungsreise nach Goa zu begleiten.
Als der Zug vom Bahnhof abfährt, eilt noch ein schönes Mädchen herbei, dem er beim rechtzeitigen Einsteigen behilflich sein kann. Den vier hinterherlaufenden Männern reicht er auch noch die Hand. Es stellt sich heraus, dass Meena vor einer Zwangsheirat davonlaufen will, ihr Vater ein Mafiaboss aus dem Dorf Komban ist und die vier Kolosse in seinem Auftrag Meena heimbringen sollen, damit sie den benachbarten Drogenbaron Tangaballi heiraten kann.
Die Schlägertypen ergreifen Rahul und Meena und bringen sie in das tamilische Dorf ihres Vaters namens Durgeshwara Azhagusundaram. Da Rahul kein Wort versteht, ist er auf die Übersetzung von Meena angewiesen, die ihm jedoch nicht mitteilt, dass sie ihn als ihren Verlobten vorgestellt hat. Unwissentlich lässt er sich auf ein Duell mit Tangaballi, Meenas versprochenen Ehemann, ein. Als ihm schließlich bewusst wird, worauf er sich eingelassen hat, versucht er sich mit allen Mitteln dem Kampf zu entziehen, so dass eine turbulente Verfolgungsjagd entsteht. Letztendlich gelingt ihm die Flucht, indem er Meena als Geisel nimmt. Unterwegs lernen sich die unterschiedlichen Charaktere besser kennen und verlieben sich ineinander.

## Musik
Komponiert wurde der Soundtrack von dem Duo Vishal-Shekhar, die Liedtexte schrieb Amitabh Bhattacharya, die Veröffentlichung des Albums fand am 1. Juli 2013 statt. In dem Item-Song 1 2 3 4 Get on the Dance Floor hat die indische Schauspielerin Priyamani einen Cameo-Auftritt.
| Titel                          | Sänger/in                                                    |
| ------------------------------ | ------------------------------------------------------------ |
| 1 2 3 4 Get on the Dance Floor | Vishal Dadlani, Hamsika Iyer, Sricharan Kasturirangan        |
| Titli                          | Gopi Sunder, Chinmayi Sripaada                               |
| Tera Rastaa Chhodoon Na        | Anusha Mani, Amitabh Bhattacharya                            |
| Kashmir Main Tu Kanyakumari    | Sunidhi Chauhan, Arijit Singh, Neeti Mohan                   |
| Ready Steady Po                | Vishal Dadlani, Brodha V & Smokey, Enkore, Natalie Di Luccio |
| Chennai Express                | S. P. Balasubrahmanyam, Jonita Gandhi                        |
| Lungi Dance                    | Honey Singh                                                  |

Die beiden Hauptfiguren bedienen sich bekannter Hindi-Lieder, um ihre Unterhaltung vor ihren tamilischen Begleitern als belangloses Trällern zu tarnen. Bei den gesanglichen Einlagen der Hauptdarsteller werden Melodien aus populären Bollywoodfilmen textlich verändert wiedergegeben, vorzugsweise aus denen, wo Shah Rukh Khan mitgespielt hat. 
In der ersten gesungenen Konversation hört man „Tujhe Dekha To“ aus Wer zuerst kommt, kriegt die Braut, „Kajra Re“ aus Bunty Aur Babli, „Chinta Ta Ta Chita Chita“ aus Rowdy Rathore und die Titelmelodie der Golmaal-Filmreihe, mit denen der Regisseur Rohit Shetty bekannt wurde. In der späteren Unterhaltung mit dem Zugschaffner wurde die Melodie des Liedes „Haule Haule“ aus Ein göttliches Paar verwendet.
Eine weitere „Song-Versation“ findet in der Szene statt, als Tangaballi das geflohene Paar im benachbarten Dorf aufspürt. Dabei werden unter anderem die Lieder „Jiya Jale“ aus Dil Se, „Ooh La La“ aus The Dirty Picture, „Chammak Challo“ aus RA.One – Superheld mit Herz und „Dard-e-Disco“ aus Om Shanti Om wiedergegeben. Außerdem spielt Rahul auf einen alten indischen Werbe-Jingle der Waschmittelmarke Nirma an.

## Synchronisation
Die deutsche Synchronfassung wurde anlässlich der DVD-Veröffentlichung am 13. Dezember 2013 im Auftrag des deutschen Filmlabels Rapid Eye Movies angefertigt, für das Dialogbuch wurde Nadine Geist beauftragt, die bei den Sprachaufnahmen auch Dialogregie führte.
| Darsteller       | Rolle                      | Synchronsprecher          |
| ---------------- | -------------------------- | ------------------------- |
| Shahrukh Khan    | Rahul                      | Pascal Breuer             |
| Deepika Padukone | Meenamma                   | Annina Braunmiller        |
| Sathyaraj        | Durgeshwara Azhagusundaram | Frank Röth                |
| Nikitin Dheer    | Tangaballi                 | Sebastian Christoph Jacob |

In der deutschen Synchronfassung entwickelte die zuständige Dialogbuchautorin Nadine Geist einen Fantasiedialekt namens Kaffspraak, anstatt die Tamil-Dialoge mit Untertitel beizubehalten. Wie bei der französischen Komödie Willkommen bei den Sch’tis hatte man die landesinnerlichen Kulturunterschiede, die sich auch in der Sprache wiederfinden, nicht mit denen der Deutschen gleichgesetzt, sondern eine Kunstsprache kreiert, die zwar befremdlich klingt, aber einige leicht erkennbare Wörter beinhaltet, z. B. „Birnje“ für Kopf oder „Sprecki“ für Befehl.

## Einspielergebnisse
In Indien überschritt das inländische Einspielergebnis von Chennai Express die so genannte 100-Crore-Marke (= 1 Milliarde Rupien) in nur 4 Tagen, damit hatte der Film den Rekord von Mission Liebe (Ek Tha Tiger) aus dem Jahr 2012 gebrochen. Nach nur zwei Wochen Laufzeit erreichte der Film ein Einspielergebnis über 200 Crores, und zu Beginn der 3. Spielwoche konnte der Blockbuster den bis dato erfolgreichsten Hindi-Film 3 Idiots ablösen.
Die Einspielergebnisse des ersten Wochenendes betrugen in den USA von 2,2 Mio. USD, in den Vereinigten Arabischen Emiraten 2,1 Mio. USD und in Großbritannien 1,5 Mio. USD. Insgesamt erzielte Chennai Express im Ausland in nur fünf Tagen einen Gesamtumsatz von 7,1 Mio. USD. In Deutschland landete der Bollywoodfilm nach dem Wochenendstart Platz auf 16 der deutschen Kinocharts. Insgesamt sahen knapp 11.000 Zuschauer den Film in den deutschen Kinos.

## Kritiken
„Parodistische, exaltierte Bollywood-Komödie, die verschiedene indische Erfolgsromanzen herbeizitiert und mit den innerindischen Sprachbarrieren spielt.“

„Rohit Shetty inszeniert Chennai Express nicht zuletzt als liebevoll-parodistische Hommage auf die Filmografie seines Hauptdarstellers, der sich hier genussvoll selbst durch den Kakao zieht. […] Den exaltiert-komödiantischen Tonfall, regelmäßig unterbrochen von Action-Einlagen, die sich aus der Verfolgung des jungen Paares durch die Mafiosi ergeben, hält der Film bis gegen Ende durch. Erst dann sucht die Regie wieder Zuflucht beim Melodram. Und verheddert sich inszenatorisch wie erzählerisch beim Versuch, dem Helden einen klassischen Macho-Showdown zu gönnen, zeichnete sich diese Figur doch gerade dadurch aus, sympathisch "unmännlich" zu sein und die Macho-Posen der anderen zu konterkarieren.“